# 山王パークタワー

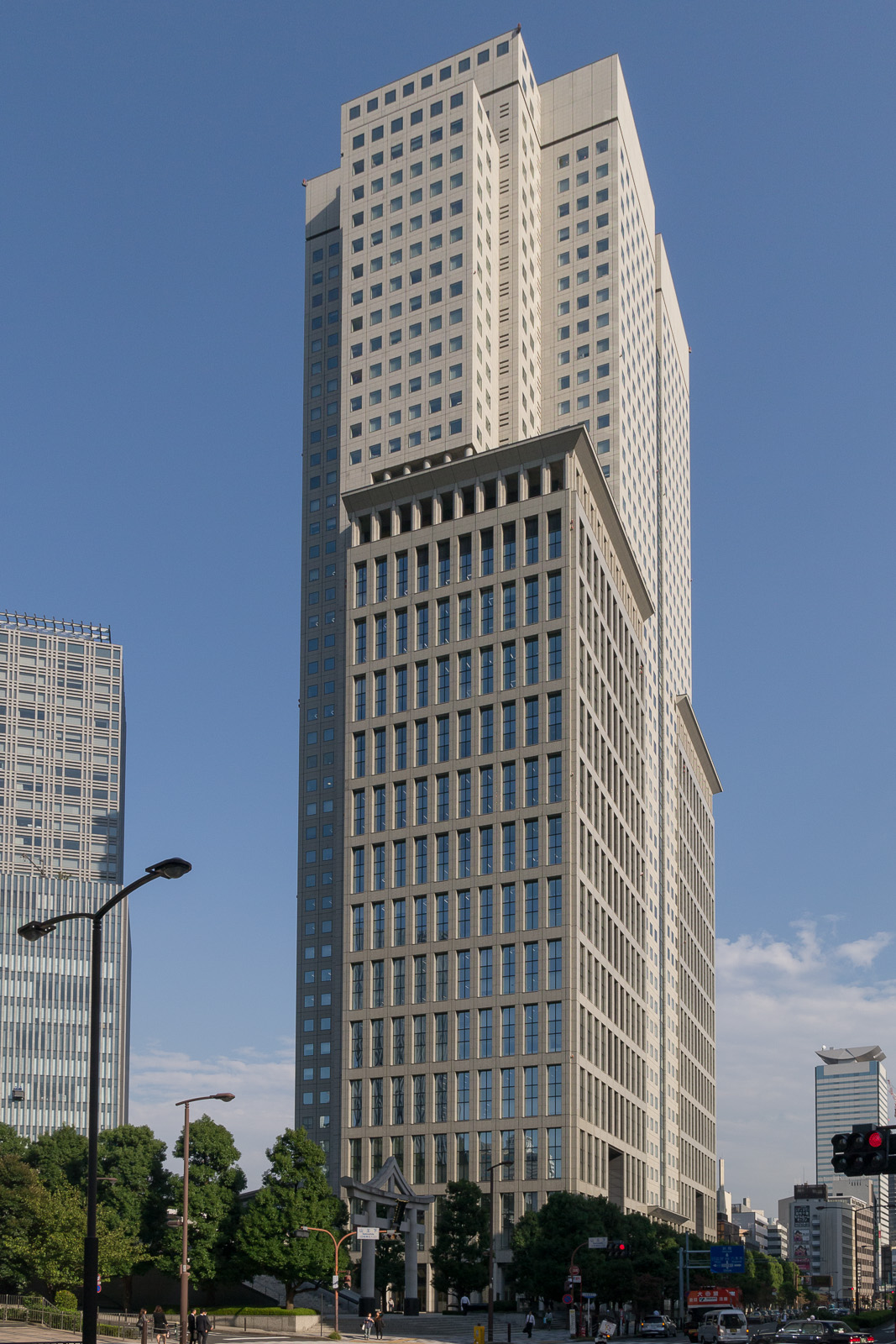
日枝神社側から

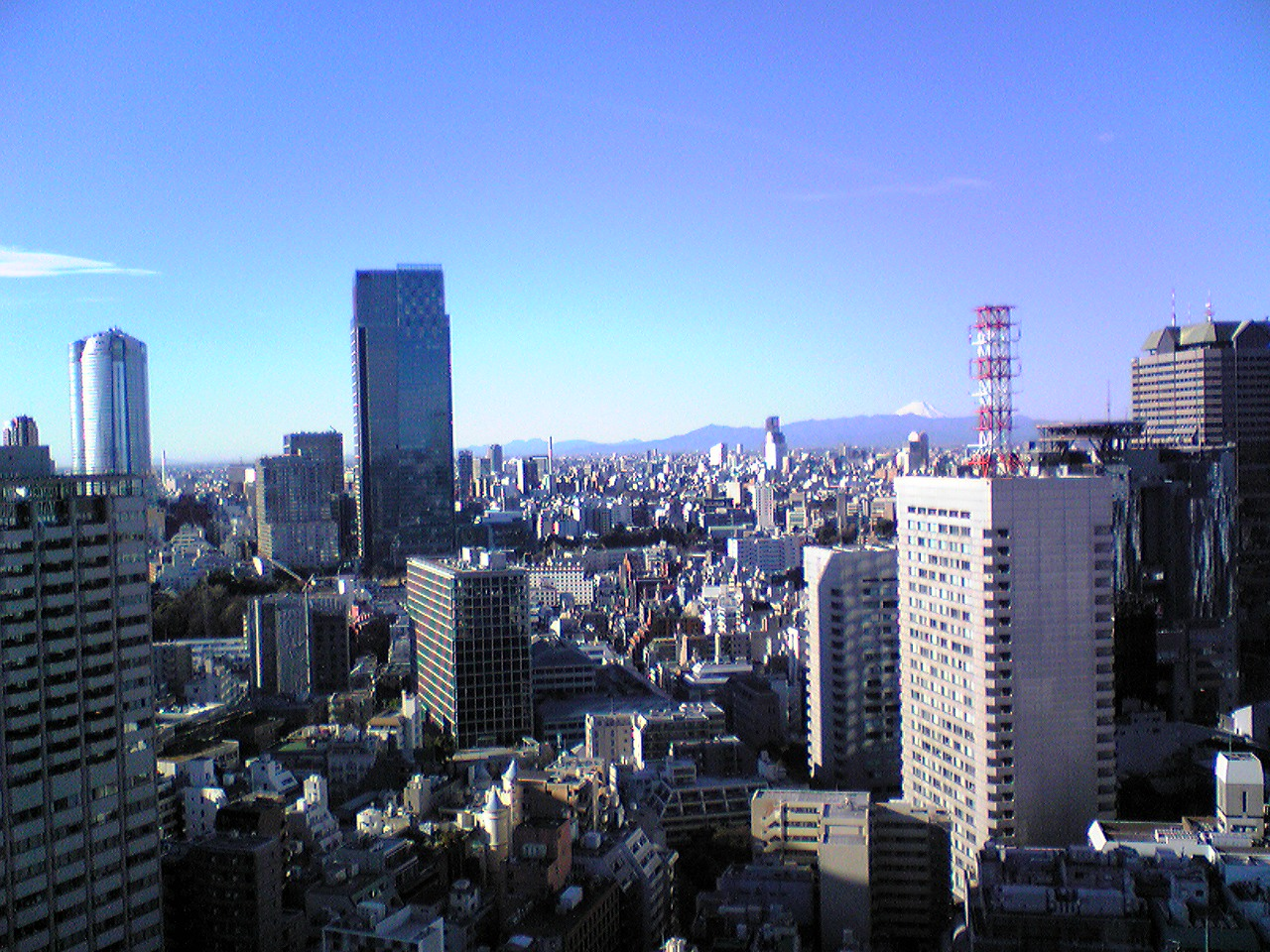
27階南側の眺め

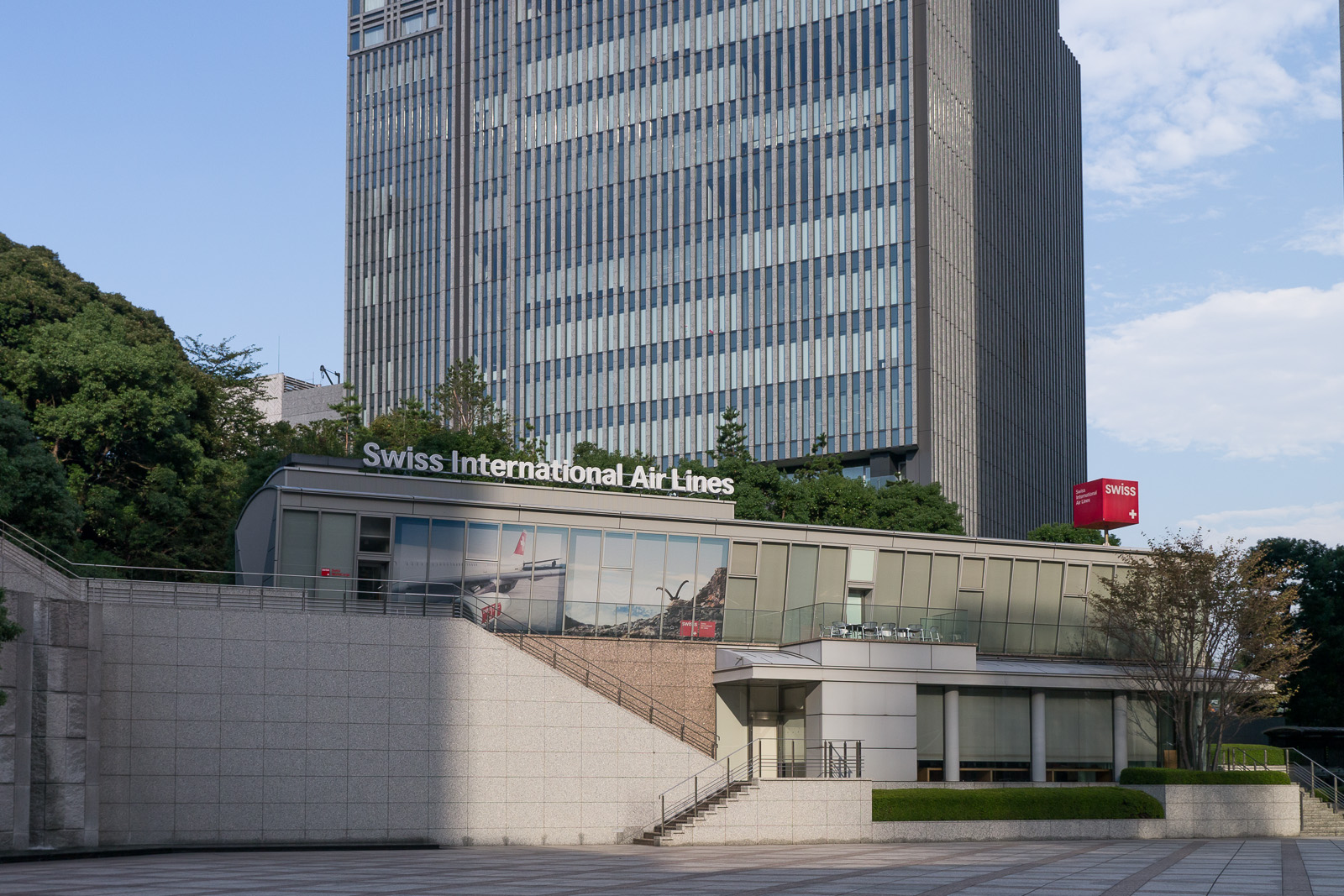
アネックス棟 - スイスハウス (Swiss House) - スイス インターナショナル エアラインズ

山王パークタワー（さんのうパークタワー、Sanno Park Tower）は、東京都千代田区永田町二丁目にある超高層ビルディングである。

## 概要
かつて、東京を代表するホテルのひとつであった山王ホテルの跡地に建設された超高層ビルである。2000年（平成12年）1月に竣工し、2月に開業した。
外堀通り沿いにあり、赤坂側で日枝神社に、溜池側で道路を挟んで総理大臣官邸に隣接する。
また、外堀通りと逆側では2010年（平成22年）竣工の東急キャピトルタワー（旧キャピトル東急ホテル）とも隣接している。
地下2階で東京地下鉄（東京メトロ）銀座線及び南北線溜池山王駅と直結しており、丸ノ内線及び千代田線国会議事堂前駅とも連絡している。
当初の計画では地上50階超、高さ200 mを越す、高層階にホテルを擁した大規模な複合ビルとしての計画だった。テロ対策の観点から総理大臣官邸・総理大臣公邸側には極力窓を設置せず、なおかつ外が見えないようにするという配慮がなされている。
本ビルの建設にあたっては、日枝神社の空中権を取得し、容積率の制限の緩和を受けている。
高層階はホテルとして利用することを考慮した設計であったため、27階には『スカイロビー』と呼ばれる吹き抜けを備えた広大な空間があり、現在は北側半分を、NTTドコモが本社受付ロビーとして利用しているほか、南側半分はドコモ関係者以外の一般者も利用可能な「スカイレストラン」として飲食店（聘珍楼・春秋）が営業し、港区にある赤坂Bizタワー・東京ミッドタウン・六本木ヒルズを展望できるフリースペースともなっている。
1階から27階まで、63人乗りという日本初の大型かごを用いた三菱電機製の高速シャトルエレベータ6機が設置され、フロア間をノンストップ(約30秒)で運行している。
なお、入居テナントオフィスのIDカードを所持した在勤者を除く一般者は、商業施設・飲食店区画の在る地下2階-1階ロビーとスカイロビーのみ自由に来訪する事が可能であり、それ以外のテナントオフィスは制限区域となっている。

## 主なテナント
- 27階〜44階及び7階、8階、9階、16階、17階 NTTドコモ本社
- 26階 クラフコ
- 25階  ラザード･フレール
- 24階 エスティローダー
- 22階 フィリップモリス
- 21階 スタンダードチャータード銀行、バンガード・インベストメンツ
- 18階〜20階 ドイツ銀行グループ
- 15階 ENEOSグローブ、ENEOSグローブエナジー
- 14階 MACオフィス
- 13階 クッシュマン・アンド・ウェイクフィールド
- 12階 アルコニックス、日本エイ・エム・ディ、ソフトウェア・エー・ジー
- 11階 デュポン
- 4階   ジャパン・モバイルキャスティング
- 3階 エグゼクティブセンター（レンタルオフィス）
- 9階[2] 国際ビジネスコミュニケーション協会（TOEICの実施団体）
- B2〜3 日本交通 - 赤坂営業所

三菱信託銀行（現三菱UFJ信託銀行）は、本店建替中の2000年2月から2003年5月までの間、本ビルに本社を置いていた。

### NTTドコモ
本ビルの最大テナントがNTTドコモであり高層階の27階から44階全てと8階、9階、16階、17階に入居している。
地下、1階、27階といった公共スペースでは、NTTドコモの公衆無線LANサービスであるdocomo Wi-Fiの利用が可能であり、9階は社員食堂になっている。
ホテルの客室基準で設計された高層階に入居するオフィスは、本ビルの利用計画変更に伴い、オフィス利用を考慮した設計へ中途変更された経緯から、元来からオフィス利用を考慮した低層階と比べ、床から天井までの室内高が若干短くなっている。
同社は東京都内に「NTTドコモ代々木ビル」や「NTTドコモ品川ビル」など複数の自社ビルを持つが、本社機能は、2000年の本ビル開業に合わせ、新日鉱ビル（現在の虎ノ門ツインビルディング）から移転した。
本ビルに面し、外堀通りをはさみ反対側、港区にある国際赤坂ビルが、日商岩井の移転により空きビルになっていたが、2001年にほぼ一棟借り上げの形で、ドコモサービス、ドコモエンジニアリング、ドコモ・モバイルといったNTTドコモのグループ会社の事業所が移転している。
また、周辺にはリサーチ・イン・モーション、HTCなど携帯電話関連の企業も集まっている。本ビルと直結している溜池山王駅から山王パークタワーにかけては、常にNTTドコモのポスター等が多数見受けられる。

### 消費者庁
2009年に発足した消費者庁は、庁舎を本ビル4階-6階に置いた。賃料が高額であると批判を受けており移転が取りざたされていたが、当面は規模の縮小によって賃料を減額することで対応し、2014年度に建て替えられる予定の内閣府本庁舎に移転することとしている。その後、2016年3月7日中央合同庁舎第4号館に移転した。

### 店舗
飲食店やATM等、ほとんどが地下1階にある。
平日の昼休み帯には多くの飲食店で弁当も販売しており、そこに山王パークタワー内外の人が集まり、デパ地下のような賑わいをみせる。
- ファミリーマート(B1F)
- 聘珍楼 (27F)
- 春秋 (27F)
- スターバックス (B2F)
- Standard Coffee(スタンダードコーヒー) (B1F)
- エクセルシオール カフェ (1F)
- 杵屋 (B1F)
- RF1 (B1F)
- とんかつ新宿さぼてん  (B1F)
- 山王パークタワー内郵便局 (B1F)
- 三菱UFJ銀行 (ATM) (B1FおよびB2F)
- セブン銀行 (ATM) (B1F)

- ブラッスリー・銀座ライオン (B1F)
- 一番どり (B1F)
- 四十八漁場 (B1F)
- 焼肉 牛傳 (B1F)
- そじ坊 (B1F)
- かっぽうぎ (B1F)
- ダブリナーズ アイリッシュパブ (B1F)
- 松尾歯科医院 (25F)
- 古市歯科医院 (25F)
- 医療法人社団 松伯会 山王クリニック (25F)
- フジモト薬局 (B1F)
- スパイスダイナー (B1F)

## 建設地
本ビル建設前の当地には、二・二六事件の舞台となり、また第二次世界大戦後には在日米軍施設となった山王ホテルがあった。同ホテルの経営者であった安全自動車、及びその関連会社は、本ビルの共同所有者である。

## ビル周辺
- 東京地下鉄 - 溜池山王駅（○銀座線○南北線)
- 東京地下鉄 - 国会議事堂前駅
- 内閣総理大臣官邸　内閣総理大臣公邸
- 国会議事堂
- 山王日枝神社
- 東京都立日比谷高等学校
- ザ・キャピトルホテル東急
- プルデンシャルタワー（ホテルニュージャパン跡に建つ）
- 外堀通り -港区との区境である。
- 赤坂ツインタワー
- 赤坂インターシティAIR